# Campionati del mondo di atletica leggera indoor 2022 - 400 metri piani maschili
La gara dei 400 metri piani maschili dei campionati del mondo di atletica leggera indoor 2022 si è svolta il 18 e il 19 marzo.

## Podio
| Pos.    | Atleta          | Nazionalità       | Tempo |
| ------- | --------------- | ----------------- | ----- |
| Oro     | Jereem Richards | Trinidad e Tobago | 45"00 |
| Argento | Trevor Bassitt  | Stati Uniti       | 45"05 |
| Bronzo  | Carl Bengtström | Svezia            | 45"33 |

## Situazione pre-gara

### Record
Prima di questa competizione, il record del mondo indoor e il record dei campionati erano i seguenti.
| Record                | Prestazione | Atleta                     | Data e luogo                            | Competizione                     |
| --------------------- | ----------- | -------------------------- | --------------------------------------- | -------------------------------- |
| Record mondiale       | 44"57       | Kerron Clement Stati Uniti | 12 marzo 2005 Fayetteville, Stati Uniti |                                  |
| Record dei campionati | 45"11       | Nery Brenes Costa Rica     | 10 marzo 2012 Istanbul, Turchia         | Campionati del mondo indoor 2012 |

### Campioni in carica
I campioni in carica a livello mondiale erano:
| Campione        | Atleta                  | Prestazione | Data e luogo                         | Competizione                     |
| --------------- | ----------------------- | ----------- | ------------------------------------ | -------------------------------- |
| Olimpico        | Steven Gardiner Bahamas | 43"85       | 5 agosto 2021 Tokyo, Giappone        | Giochi della XXXII Olimpiade     |
| Mondiale indoor | Pavel Maslák Rep. Ceca  | 45"47       | 3 marzo 2018 Birmingham, Regno Unito | Campionati del mondo indoor 2018 |

### La stagione
Prima di questa gara, gli atleti con le migliori tre prestazioni dell'anno erano:
| Pos. | Atleta                       | Prestazione | Data e luogo                                  |
| ---- | ---------------------------- | ----------- | --------------------------------------------- |
| 1    | Randolph Ross Stati Uniti    | 44"62       | 12 marzo 2022 Birmingham, Stati Uniti         |
| 2    | Champion Allison Stati Uniti | 45"04       | 26 febbraio 2022 College Station, Stati Uniti |
| 3    | Elija Godwin Stati Uniti     | 45"38       | 11 febbraio 2022 Clemson, Stati Uniti         |

## Risultati

### Batterie di qualificazione
Le batterie di qualificazione si sono tenute il 18 marzo a partire dalle ore 11:00.
Passano alle semifinali i primi due atleti di ogni batteria (Q) e i successivi due atleti più veloci (q).

#### Batteria 1
| Pos | Corsia | Atleta                 | Nazionalità    | Tempo | Note |
| --- | ------ | ---------------------- | -------------- | ----- | ---- |
| 1   | 6      | Julien Watrin          | Belgio         | 45"88 | Q    |
| 2   | 5      | Trevor Bassitt         | Stati Uniti    | 46"47 | Q    |
| 3   | 3      | Kajetan Duszyński      | Polonia        | 46"75 | q    |
| 4   | 4      | Isayah Boers           | Paesi Bassi    | 47"07 |      |
| 5   | 2      | Mazen Moutan Al Yassin | Arabia Saudita | 47"65 |      |

#### Batteria 2
| Pos | Corsia | Atleta          | Nazionalità       | Tempo | Note |
| --- | ------ | --------------- | ----------------- | ----- | ---- |
| 1   | 5      | Jereem Richards | Trinidad e Tobago | 46"69 | Q    |
| 2   | 4      | Mikhail Litvin  | Kazakistan        | 46"72 | Q    |
| 3   | 3      | Zakhiti Nene    | Sudafrica         | 46"92 |      |
| 4   | 6      | Manuel Guijarro | Spagna            | 47"74 |      |
| 5   | 2      | Pau Blasi       | Andorra           | 49"82 |      |

#### Batteria 3
| Pos | Corsia | Atleta              | Nazionalità | Tempo        | Note                                     |
| --- | ------ | ------------------- | ----------- | ------------ | ---------------------------------------- |
| 1   | 5      | Patrik Šorm         | Rep. Ceca   | 46"49 (.485) | Q                                        |
| 2   | 6      | Benjamin Lobo Vedel | Danimarca   | 46"58        | Q                                        |
| 3   | 4      | Patrick Schneider   | Germania    | 46"76        |                                          |
| 4   | 3      | Tom Willems         | Australia   | 46"77        |                                          |
| 5   | 2      | Quentin Petit       | Comore      | 51"55        | Miglior prestazione personale stagionale |

#### Batteria 4
| Pos | Corsia | Atleta              | Nazionalità        | Tempo | Note   |
| --- | ------ | ------------------- | ------------------ | ----- | ------ |
| 1   | 5      | Marqueze Washington | Stati Uniti        | 46"66 | Q      |
| 2   | 4      | Boško Kijanović     | Serbia             | 46"88 | Q      |
| 3   | 3      | Pavel Maslák        | Rep. Ceca          | 47"31 |        |
| 4   | 2      | Jovan Stojoski      | Macedonia del Nord | 47"80 |        |
| -   | 6      | Lucas Carvalho      | Brasile            | dq    | TR17.4 |

#### Batteria 5
| Pos | Corsia | Atleta                    | Nazionalità             | Tempo        | Note                                     |
| --- | ------ | ------------------------- | ----------------------- | ------------ | ---------------------------------------- |
| 1   | 6      | Carl Bengtström           | Svezia                  | 46"45        | Q                                        |
| 2   | 4      | Christopher Taylor        | Giamaica                | 46"48        | Q                                        |
| 3   | 5      | Bruno Hortelano-Roig      | Spagna                  | 46"49 (.483) | q                                        |
| 4   | 3      | Håvard Bentdal Ingvaldsen | Norvegia                | 46"95        |                                          |
| 5   | 2      | Malique Smith             | Isole Vergini Americane | 51"98        | Miglior prestazione personale stagionale |

### Semifinali
Le semifinali si sono tenute il 18 marzo a partire dalle ore 19:14.
Passano alla finale i primi tre atleti di ogni batteria (Q).

#### Semifinale 1
| Pos | Corsia | Atleta              | Nazionalità       | Tempo | Note |
| --- | ------ | ------------------- | ----------------- | ----- | ---- |
| 1   | 4      | Jereem Richards     | Trinidad e Tobago | 46"15 | Q    |
| 2   | 3      | Benjamin Lobo Vedel | Danimarca         | 46"30 | Q    |
| 3   | 5      | Marqueze Washington | Stati Uniti       | 46"36 | Q    |
| 4   | 6      | Julien Watrin       | Belgio            | 46"54 |      |
| 5   | 2      | Mikhail Litvin      | Kazakistan        | 46"89 |      |
| 6   | 1      | Kajetan Duszyński   | Polonia           | 47"21 |      |

#### Semifinale 2
| Pos | Corsia | Atleta               | Nazionalità | Tempo | Note |
| --- | ------ | -------------------- | ----------- | ----- | ---- |
| 1   | 6      | Carl Bengtström      | Svezia      | 45"92 | Q    |
| 2   | 4      | Trevor Bassitt       | Stati Uniti | 46"26 | Q    |
| 3   | 5      | Patrik Šorm          | Rep. Ceca   | 46"55 | Q    |
| 4   | 1      | Bruno Hortelano-Roig | Spagna      | 46"76 |      |
| 5   | 2      | Boško Kijanović      | Serbia      | 46"97 |      |
| 6   | 3      | Christopher Taylor   | Giamaica    | dnf   |      |

### Finale
La finale si è tenuta il 19 marzo alle ore 20:15.
| Pos | Corsia | Atleta              | Nazionalità       | Tempo | Note                          |
| --- | ------ | ------------------- | ----------------- | ----- | ----------------------------- |
|     | 6      | Jereem Richards     | Trinidad e Tobago | 45"00 | Record dei campionati         |
|     | 4      | Trevor Bassitt      | Stati Uniti       | 45"05 | Miglior prestazione personale |
|     | 5      | Carl Bengtström     | Svezia            | 45"33 | Record nazionale              |
| 4   | 3      | Benjamin Lobo Vedel | Danimarca         | 45"67 | Record nazionale              |
| 5   | 2      | Patrik Šorm         | Rep. Ceca         | 46"81 |                               |
| 6   | 1      | Marqueze Washington | Stati Uniti       | 46"85 |                               |